# Malón
Malón è un comune spagnolo di 436 abitanti situato nella comunità autonoma dell'Aragona.